# Safia sinaloa
Safia sinaloa là một loài bướm đêm trong họ Noctuidae.